# 康日新
康日新（1953年8月21日—），山西大同人。曾任中共中央委员、中央纪委委员（2002年11月至2010年10月），中国核工业集团公司党组书记、总经理（2003年9月至2010年8月）。

## 生平
1972年3月于山西省大同县水利局杨庄电灌站工作。1975年9月入上海交通大学(反应堆工程专业)，1978年8月毕业。1978年9月至中国原子能科学研究院，先后任研究室副主任、党支部书记、副院长。1996年12月入中国核工业总公司，先后任中国核工业总公司总经理助理、高级工程师、秦山第三核电有限公司董事长兼总经理。1996年6月入中国核工业集团公司，先后任中国核工业集团公司党组副书记、副总经理，2003年9月开始，任中国核工业集团公司党组书记、总经理。康日新于1982年12月加入中共，是中共第十七屆中央委員，第十六屆中央紀律檢查委員會委員。
2010年10月，因涉嫌核工业项目招投标灰色交易及挪用公款炒股巨亏等严重经济犯罪被革职与开除中共党籍。2010年11月19日被北京市第一中级人民法院认定犯受贿罪，判处无期徒刑，剥夺政治权利终身，没收个人全部财产。康日新落马前曾涉及间谍案，多次向境外出卖核工业情报。对此中共中央非常紧张，下令彻底追查。但后来只公布了康日新的经济问题，没有涉及泄露情报问题。2016年9月6日，经北京市高级人民法院判决，康日新减刑为有期徒刑二十年（至2036年9月5日）、剥夺政治权利十年。